# 퍼즐 (2018년 대한민국 영화)
"퍼즐"은 2018년에 개봉한 대한민국의 영화이다.

## 캐스팅
- 지승현 : 정도준 역
- 이세미 : 장세련 / 김민경 역
- 강기영 : 최용구 역
- 양명헌 : 제임스 안 역
- 영건 : 길영춘 역
- 방수형 : 문덕진 역
- 원현준 : 용역 1 역
- 구철호 : 용역 2 역
- 박수현 : 유리 역
- 신율이 : 제임스안 아내 역
- 김지수 : 정보미 역
- 김가은 : 제임스안 딸 역
- 김보미 : 여직원 역
- 박상혁 : 브리핑 남직원 역
- 강다현 : 편의점 알바생 역
- 정인태 : 대포집 젊은남자 역
- 권혁성 : 대부업체 직원 1 역
- 정수용 : 대부업체 직원 2 역
- 이도윤 : 교통경찰 역
- 함정인 : 룸사롱 웨이터 역
- 송동환 : 덕진 부하 1 역
- 조원재 : 덕진 부하 2 역
- 임우현 : 경관 1 역
- 이환표 : 경관 2 역
- 마일로 : 직장 동료 1 역
- 황정웅 : 직장 동료 2 역
- 김미지 : 직장 동료 3 역
- 윤단비 : 직장 동료 4 역
- 김주연 : 직장 동료 5 역
- 조승원 : 까페 남 역
- 조유정 : 까페 여 역
- 이하민 : 기도 1 역
- 최두엽 : 기도 2 역
- 정재민 : 기도 3 역
- 윤인모 : 기도 4 역
- 정태영 : 기도 5 역
- 홍희라 : 출장간호사 역
- 김양수 : 후드남 대역
- 조윤호 : 후드남 역 (우정출연)